# گردنه مورتیرولو
گردنه مورتیرولو گردنهای کوهستانی در بخش ایتالیایی آلپ است. این گردنه به نام گردنه فوپا نیز شناخته می‌شود و ماتزو دی والتلینا (استان سوندریو) را به وال کامونیکا (استان برشا) متصل می‌کند. مسیر ماتزو دی والتلینا به گردنه یکی از خواستنی‌ترین سربالایی‌های دوچرخه‌سواری جاده حرفه‌ای است و بارها در رقابت مرحله‌ای جیرو دیتالیا به کار رفته‌است.

## جزئیات سربالایی
می‌توان از چهار مسیر به بالای گردنه رسید. مشهورترین مسیر از ماتزو دی والتلینا آغاز می‌شود و دو مسیر دیگر تنها دو بار در جیرو دیتالیا گنجانده شده‌اند.
- از ماتزو دی والتلینا: سربالایی واقعی تا قله در ماتزو دی والتلینا آغاز می‌شود و در مسیر ۱۲٫۴ کیلومتری خود دارای شیب متوسط ۱۰٫۵٪ (۱۳۰۰ متر افزایش ارتفاع) است. شیب بیشینه به ۱۸٪ می‌رسد.[۱]
- از گروزیو: سربالایی واقعی در گروزیو آغاز می‌شود و مسیر ۱۴٫۸ کیلومتری را با شیب متوسط ۸٫۳٪ (۱۲۲۲ متر افزایش ارتفاع) طی می‌کند.[۲]
- از ادولو: سربالایی واقعی در ادولو آغاز می‌شود و مسیر ۱۷٫۲ کیومتری آن دارای شیب متوسط ۶٫۷٪ (۱۱۵۳ متر افزایش ارتفاع) است.[۳]
- از تووو دی سانت‌آگاتا: سربالایی واقعی در تووو آغاز می‌شود. طول آن ۱۱٫۴ کیلومتر با شیب متوسط ۱۰٫۵٪ (۱۱۹۴ متر افزایش ارتفاع) است.[۴]

## جیرو دیتالیا
گردنه مورتیرولو بارها در جیرو دیتالیا گنجانده شده‌است و معمولاً سربالایی آخر یا ماقبل آخر مرحله است. نخستین بار این گردنه در مرحله پانزدهم جیرو دیتالیای ۱۹۹۰ بین موربنیو و آپریکا پیموده شد و آغاز آن در ادولو بود. پرشیب بودن سرپایینی و حوادثی که در آن اتفاق افتاد برگزار کنندگان را بر آن داشت که در سال‌های بعد آغاز سربالایی را به ماتزو منتقل کنند.
از زمان مرگ مارکو پانتانی در سال ۲۰۰۴ در مراحلی از جیرو که از مورتیرولو عبور می‌کنند، جایزه ویژه‌ای برای نخستین کسی که به قله سربالایی برسد اهدا می‌شود. انجمن رکابزنان حرفه‌ای ایتالیا در سال ۲۰۰۶ یادبودی برای پانتانی در کیلومتر هشت جاده‌ای که از ماتزو آغاز می‌شود برپا کرد.